# Fernando Duarte
Fernando Duarte (Rio de Janeiro, 1937) é um diretor de fotografia brasileiro.
Queria ser pintor, mas, por não conseguir dominar as técnicas da pintura, optou pela fotografia. Foi um dos responsáveis pelas características visuais do Cinema Novo: preferência pela luz natural, fortes contrastes e diafragma aberto.
Seu primeiro trabalho no cinema foi como assistente de câmera em Cinco Vezes Favela, de 1961. Dois anos depois, assinou seu primeiro longa-metragem como diretor de fotografia: Ganga Zumba, do diretor também estreante Cacá Diegues, de quem se tornara amigo na époa de estudante na PUC-RJ.
Mudou-se para Brasília em 1968, lecionando cinema na Universidade de Brasília. Voltou para o Rio em 1975 e foi professor nos cursos livres de cinema da Escola de Artes Visuais do Parque Lage.
Foi um dos personagens do documentário Iluminados (2008), de Cristina Leal. Sua trajetória também foi registrada no livro Fernando Duarte: um mestre da luz tropical, publicado em 2011 pela Cinemateca Brasileira. Recebeu em 2004 o Prêmio ABC pelo conjunto da obra.

## Filmografia
- O amigo invisível (2006), de Maria Letícia
- Glauber, o filme - Labirinto do Brasil (2003), de Sílvio Tendler
- Conterrâneos velhos de guerra (1993), de Vladimir Carvalho
- A terceira margem do rio (1993), de Nelson Pereira dos Santos
- Terra para Rose (1987), de Tetê Moraes
- A dança dos bonecos (1986), de Helvécio Ratton
- Cabra marcado para morrer (1984), de Eduardo Coutinho
- Luz del Fuego (1981), de David Neves - vencedor do Kikito de Melhor Fotografia no Festival de Gramado de 1982
- Flamengo paixão (1980), de David Neves
- Barra pesada (1977), de Reginaldo Faria
- Samba da criação do mundo (1977), de Vera Figueiredo
- Soledade (1976), de Paulo Thiago
- Os doces bárbaros (1976), de Jom Tob Azulay
- Tostão, a fera de ouro (1970), de Paulo Laender e Ricardo Gomes Leite
- Desesperato (1968), de Sérgio Bernardes Filho
- A vida provisória (1968), de Maurício Gomes Leite
- A grande cidade (1965), de Carlos Diegues
- Ganga Zumba, o rei dos Palmares (1963), de Carlos Diegues[6]